# Silver Ayoo
Silver Ayoo (ur. 26 listopada 1950) – ugandyjski lekkoatleta, sprinter, uczestnik Letnich Igrzysk Olimpijskich 1972 i Letnich Igrzysk Olimpijskich 1980, medalista igrzysk Wspólnoty Narodów.
Podczas Letnich Igrzysk Olimpijskich 1972 wystąpił tylko w eliminacjach biegu na 400 metrów. Zajął siódme miejsce w swoim wyścigu eliminacyjnym (jego wynik – 47,04; pierwszy bieg eliminacyjny; tor nr 8), jednak to nie wystarczyło do awansu do ćwierćfinału.
W 1974 roku wystąpił w trzech konkurencjach na igrzyskach Brytyjskiej Wspólnoty Narodów. W biegu na 400 metrów zdobył srebrny medal przegrywając jedynie z reprezentantem Kenii, Charlesem Asatim. W sztafecie 4 × 400 metrów zdobył brązowy medal (Ugandyjczycy przegrali ze sztafetą angielską i kenijską). Nie powiodło mu się w biegu na 400 metrów przez płotki, gdzie odpadł w biegu półfinałowym (uzyskał w tymże biegu czas 51,87).
Ayoo wystąpił także w dwóch konkurencjach na Letnich Igrzyskach Olimpijskich 1980. W eliminacjach biegu na 400 metrów, uzyskał czas 47,78 (drugi bieg eliminacyjny; tor nr 4), co zapewniło mu awans do ćwierćfinału. Tam zaś uzyskał czas 47,03, jednak zajął piąte miejsce w swoim biegu (trzeci bieg ćwierćfinałowy; tor nr 1), co nie wystarczyło do awansu do półfinału.
Później wystąpił w sztafecie 4 × 400 metrów. Ugandyjczycy odpadli jednak już w eliminacjach; zajęli oni piąte miejsce w swoim biegu eliminacyjnym, uzyskawszy czas 3:07,0.
Ayoo zdobył także brązowy medal w biegu na 400 metrów przez płotki podczas Igrzysk Afrykańskich 1973 (uzyskał czas 50,25).
Rekord życiowy w biegu na 400 metrów: 45,68 (1974).